# Мило-Яковлевка
Мило-Яковлевка — хутор в Азовском районе Ростовской области.
Входит в состав Новоалександровского сельского поселения.

## География
Расположен в 20 км (по дорогам) юго-восточнее районного центра — города Азова. Хутор находится на правом берегу реки Широкая.

### Улицы
| - пер. Дачный - пер. Зеленый - пер. Полевой - пер. Речной - пер. Школьный | - ул. Луговая - ул. Степная |

## Население
| 1989 | 2002 | 2010 |
| ---- | ---- | ---- |
| 22   | ↗30  | ↘26  |

По данным переписи 1926 года по Северо-Кавказскому краю, в населённом пункте числилось 77 хозяйств и 435 жителей (210 мужчин и 225 женщин), из которых украинцы — 97,47 % или 424 чел.